# Evangelische Kirche (Obermelsungen)

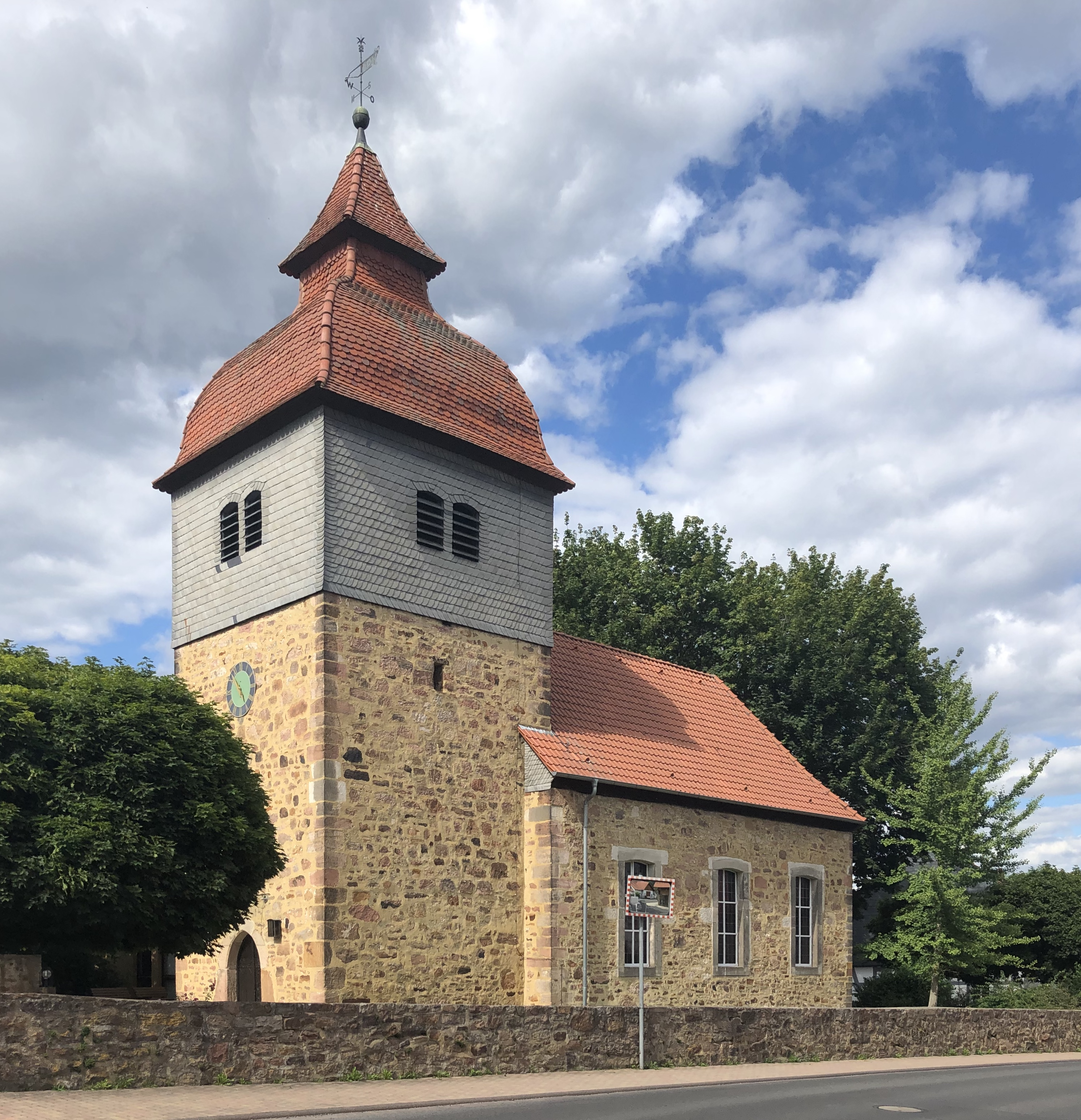
Evangelische Kirche in Obermelsungen

Die evangelische Kirche Obermelsungen ist ein denkmalgeschütztes Kirchengebäude, das in Obermelsungen steht, einem Stadtteil der Kleinstadt Melsungen im Schwalm-Eder-Kreis (Hessen). Die im Jahr 2025 fusionierte Kirchengemeinde Adelshausen-Obermelsungen gehört zum Kirchenkreis Schwalm-Eder im Sprengel Marburg der Evangelischen Kirche von Kurhessen-Waldeck.

## Beschreibung
Das Kirchenschiff, außen mit dreiseitigem Schluss, innen halbrund, wurde 1744–46 nach einem Entwurf von Landbaumeister Giovanni Ghezzi gebaut. Der spätgotische, fensterlose, quadratische Kirchturm im Westen wurde 1746 mit einem schiefergedeckten Geschoss aufgestockt, hinter dessen Klangarkaden sich der Glockenstuhl befindet. Darauf sitzt eine mit Dachziegeln bedeckte glockenförmige Haube, auf der eine Laterne sitzt. Die Orgel wurde 1839 von Friedrich Bechstein, dem Vater von Heinrich Bechstein gebaut.